# ランカラ

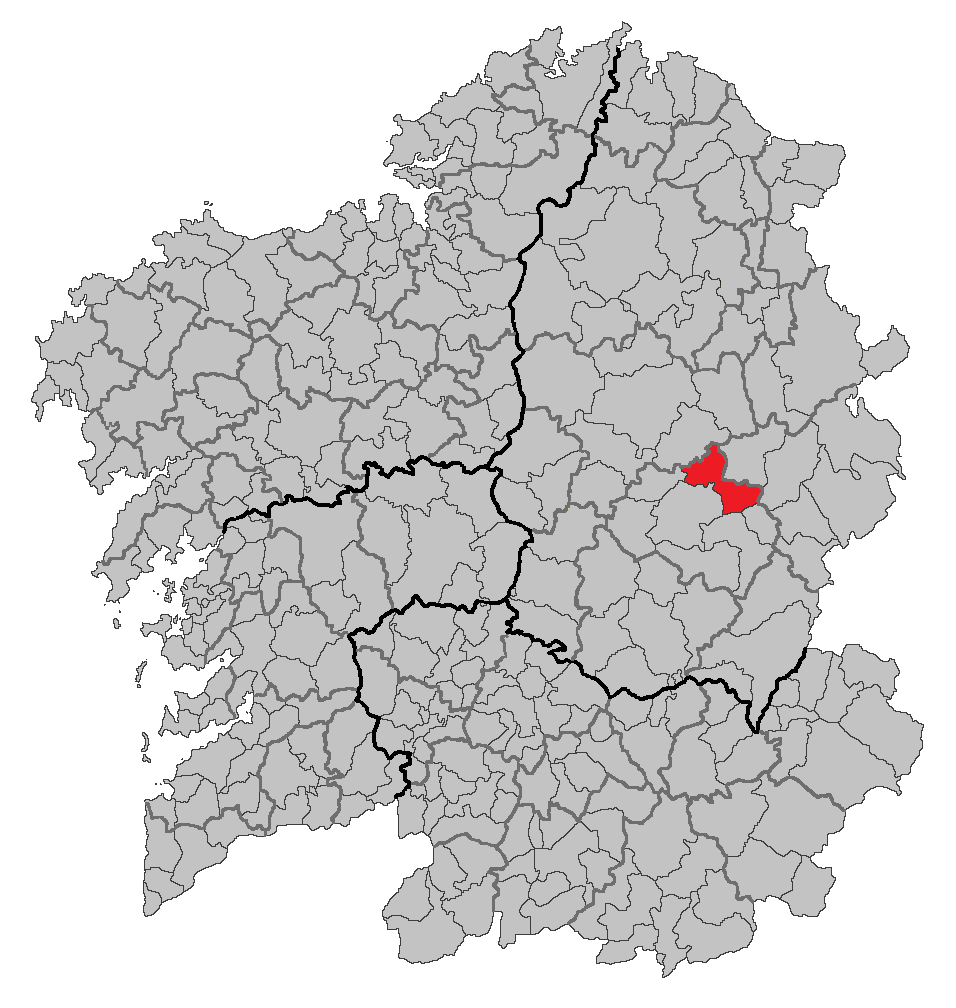

ランカラ（Láncara）は、スペイン、ガリシア州、ルーゴ県の自治体、コマルカ・デ・サリアに属す。ガリシア統計局によれば、2012年の人口は2,866人（2009年：2,992人、2006年:3,047人、2005年:3,091人、2004年:3,136人、2003年:3,146人）。住民呼称はlancarao/-rá。
ガリシア語話者の自治体住民に占める割合は99.46%（2001年）。

## 地理
ランカラはルーゴ県の東部に位置し、コマルカ・デ・サリアに属する。北が西側がオ・コルゴ、東側がバラージャと、東がベセレアーと、南がトリアカステーラ、サモス、サリアと、西がオ・パラモの各自治体と隣接。
ランカラはサリア司法管轄区に属す。

### 人口
住民は26の教区の151の地区（集落）に居住する。
| ランカラの人口推移 1900－2010                           |
|                                                         |
| 出典:INE（スペイン国立統計局）1900年 - 1991年、1996年 - |

## 政治
自治体首長はガリシア国民党（PPdeG）のエラディオ・カポン・ロペス（Eladio Capón López）、自治体評議員は、ガリシア国民党：4、ガリシア社会党（PSdeG-PSOE）：4、TEGA（Terra Galega、ガリシアの大地）：2、ガリシア民族主義ブロック（BNG）：1となっている（2007年の自治体選挙の結果）。
2009年10月ガリシア国民党は、当時の自治体首長であるガリシア社会党のダリオ・アントーニオ・ピニェイロ・ロペス（Darío Antonio Piñeiro López）の不信任動議をガリシア社会党からの転向者とともに、提出、TEGAの協力により、賛成票が首長側の2倍に達し、可決。その後現在の首長が選任された。

## 教区
ランカラは26の教区に分けられる。太字は自治体の中心教区。
- アルメア（サン・ペドロ）
- バンデ（サン・ペドロ）
- カラセード（サン・ビセンテ）
- セドロン（サンティアーゴ）
- ガレーゴス（サンタ・マリーニャ）
- ラゴス（サンタージャ）
- ラマ（サンタ・マリーア）
- ランカラ（サン・ペドロ）
- ラリン（サン・サルバドール）
- モンセイロ（サン・ミゲル）
- ムーロ（サン・ショアン）
- ネイラ・デ・カバレイロス（サンタ・マリーア・マダレーナ）
- オレイロス（サン・マルティーニョ）
- ア・ポブラ・デ・サン・シアーオ（サン・シアーオ）
- リオ（サン・マルティーニョ）
- ロンフェ（サン・ペドロ）
- ソウト・デ・フェラダル（サンティアーゴ）
- トイラン（サン・サルバドール）
- トルダーオス（サン・ビセンテ）
- トウビージェ（サンタ・マリーア）
- トラスリステ（サン・ショアン）
- ビラエステーバ・デ・エルデイロス（サンタ・マリーア）
- ビラレーオ（サンタ・マリーア）
- ビランブラン（サンタ・マリーア）
- ビラレージョ（サン・ペドロ）
- ビロウサン（サント・エステーボ）

## 出身著名人
- アンヘル・カストロ・アルヒス（Ángel Castro Argiz、1875 - 1956） - キューバの政治指導者フィデル・カストロ、ラウル・カストロ兄弟の父。
- ラモン・ピニェイロ（Ramón Piñeiro、1915 - 1990） - 哲学者、作家、政治家、戦後のガリシア文化復興に尽力。